# The Lusty Lady

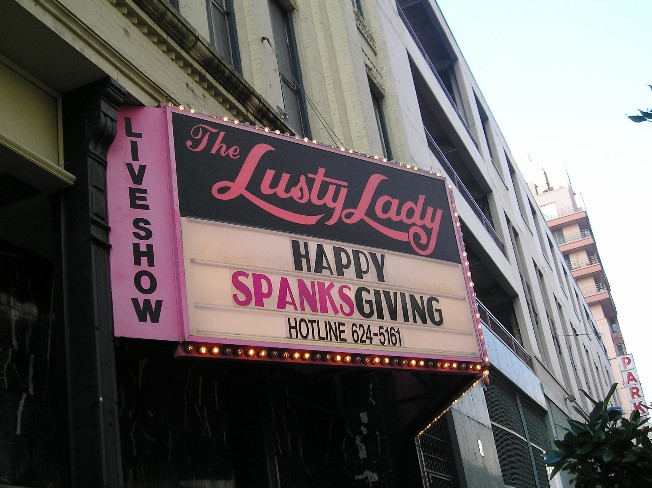
The Lusty Lady (2005)

The Lusty Lady war der Name von zwei Peepshowlokalen in Seattle und San Francisco. The Lusty Lady San Francisco erreichte internationale Bekanntheit durch Arbeitskämpfe  und die Umwandlung des Lokals in die erste selbstverwaltete Genossenschaft in diesem Geschäftsbereich. The Lusty Lady ist zudem Thema verschiedener Bücher von Lily Burana, Carol Queen, Erika Langley und Elisabeth Eaves.

## Geschichte
The Lusty Lady Seattle wurde in den 1970er Jahren unter dem Namen Amusement Center gegründet; ab 1983 wurde das Angebot um Liveshows ergänzt. Die beiden Lokale hatten denselben Besitzer, bis die Lusty Lady in San Francisco 2003 in eine Genossenschaft umgewandelt wurde. Die Konflikte begannen bereits 1996, als unter anderem die afroamerikanische feministische Soziologin und Tänzerin Siobhan Brooks Beschwerde gegen rassistische Diskriminierungen einlegte. Im Zuge der Konflikte wurden die verspiegelten Fenster abgeschafft, die dazu geführt hatten, dass die Tänzerinnen ihre Kunden nicht sehen konnten und entgegen den Vorschriften Fotos und Videoaufnahmen von den Arbeiterinnen erstellt wurden. Die Tänzerinnen organisierten sich in der Exotic Dancers Union, einer Teilorganisation der Dienstleistungsgewerkschaft Service Employees International Union, und wurden durch das The Bay Area Sex Worker Advocacy Network unterstützt. Der Dokumentarfilm Live Nude Girls Unite von Vicky Funari und Julia Query aus dem Jahr 2000 führte zudem zu einer erhöhten öffentlichen Aufmerksamkeit. Es konnten zahlreiche Verbesserungen wie etwa Gehaltserhöhungen, Urlaubs- und Krankheitsreglungen erreicht werden. Als der Besitzer 2003 die Schließung des Lokals ankündigte, konnten die Arbeiterinnen die Lusty Lady zu einem Preis von 400.000 Dollar erwerben. Andere Genossenschaften, wie das selbstverwaltete Sexshopunternehmen Good Vibrations, unterstützten die Lusty Lady bei der Umwandlung. Tänzerinnen zahlen 300 Dollar, um Teilhaberinnen des Unternehmens und im Folgenden an den Profiten beteiligt zu werden. Seit 2. September 2013 ist es geschlossen.